# Buwaydah
Buwaydah (tiếng Ả Rập: بويضة) là một ngôi làng Syria nằm trong phó huyện Suran ở huyện Hama. Theo Cục Thống kê Trung ương Syria (CBS), Buwaydah có dân số 486 trong cuộc điều tra dân số năm 2004.